# Asarum epigynum
Asarum epigynum Hayata – gatunek rośliny z rodziny kokornakowatych (Aristolochiaceae Juss.). Występuje naturalnie w południowo-wschodnich Chinach (w prowincji Hajnan) oraz na wyspie Tajwan. 

## Morfologia
PokrójByliny tworząca kłącza.
LiścieZebrane w parach, mają kształt od owalnego do owalnie lancetowatego. Mierzą 4–9 cm długości oraz 2,5–6,5 cm szerokości. Są zielone z białymi przebarwieniami, owłosione od spodu. Blaszka liściowa jest o sercowatej nasadzie i spiczastym wierzchołku. Ogonek liściowy jest mniej lub bardziej owłosiony i dorasta do 4–6 cm długości.
KwiatySą nieco grzbieciste, obupłciowe, pojedyncze. Okwiat ma niemal okrągły kształt i purpurowo zielonkawą barwę, osiąga 1,5–2 cm długości oraz 2–2,5 cm szerokości. Listki okwiatu mają kształt od trójkątnego do owalnego,  są owłosione od wewnętrznej strony. Zalążnia jest dolna ze zrośniętymi słupkami.

## Biologia i ekologia
Rośnie w lasach. Kwitnie od lutego do marca.